# Požár Domu odborů v Oděse

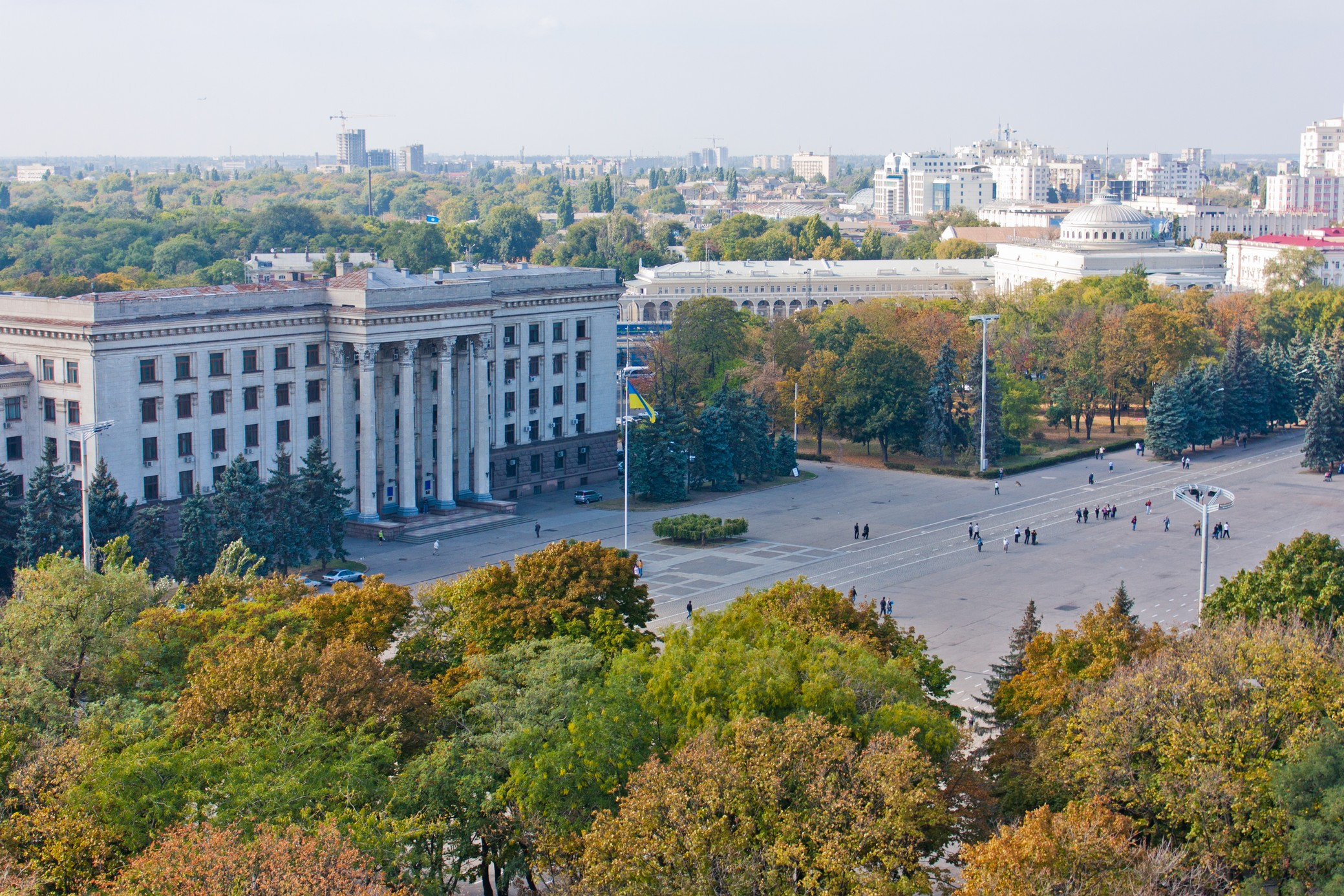
Budova odborů před požárem

Požár Domu odborů v Oděse nastal dne 2. května 2014 následkem ozbrojeného střetu mezi proruskými a proukrajinskými aktivisty v rámci nepokojů na Ukrajině. Kvůli požáru počet obětí v tento den v Oděse vystoupal na 48 mrtvých, z toho 46 z tábora proruských aktivistů.
Přístavní město Oděsa bylo rozděleno na dva přibližně stejné tábory, ty pro užší vztahy s Ruskem a kyjevské loajalisty. K pouličním střetům došlo 2. května, při střetech zemřeli dva proukrajinští aktivisté a čtyři proruští aktivisté. Proukrajinští aktivisté prorazili policejní kordón a násilím rozehnali své oponenty, ti se poté zabarikádovali v Domě odborů.
Světlice nebo molotovovy koktejly poté zapálily barikády a v Domě odborů započal požár, který přímo usmrtil 32 lidí. Lidé před požárem skákali z oken před dům, kde byli některými oponenty biti, někteří se naopak snažili pomoci dostat lidem ven. V souvislosti s požárem tak zemřelo dalších 10 lidí a až 200 lidí bylo ten den zraněno.

## Krize na Ukrajině
Ukrajinská krize trvala od podzimu 2013, kdy představitelé Ukrajiny nečekaně zastavili podpis asociační dohody s Evropskou unií. Proti tomu protestovali zastánci prozápadního směřování na demonstracích zvaných Euromajdan, zatímco zastánci orientace na Rusko zejména z řad ruskojazyčných obyvatel jihu a východu Ukrajiny pořádali antimajdany. Proruské demonstrace přerostly v nepokoje poté, co 22. února 2014 parlament sesadil prezidenta Viktora Janukovyče. Poté byl Ruskem obsazen Krym a na východě Ukrajiny začala separatistická válka.

## Průběh události

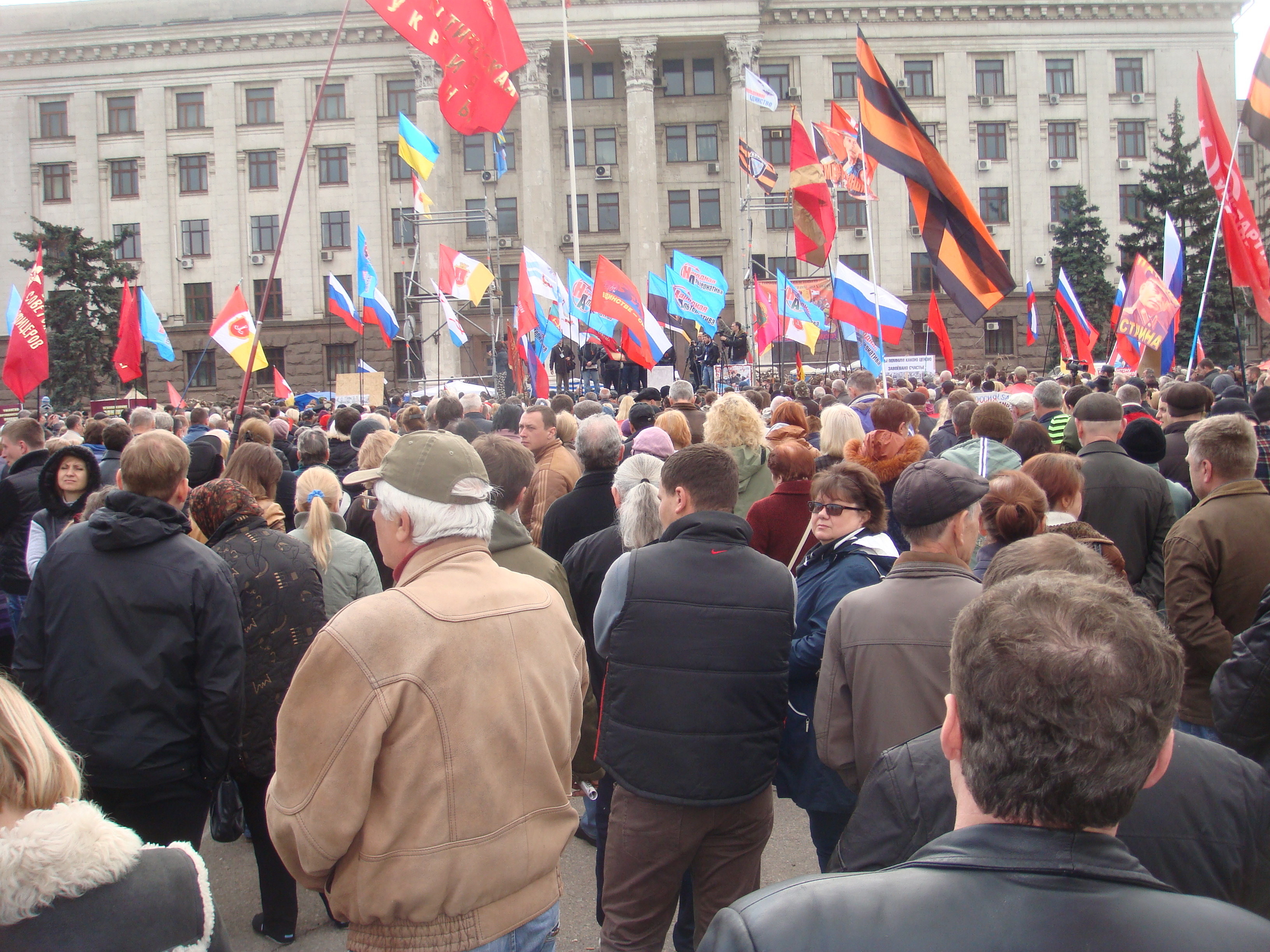
Proruská demonstrace u budovy odborů 13. dubna 2014

### Pouliční potyčky
Fotbaloví fanoušci týmů Čornomorec Oděsa a Metalist Charkov uskutečnili v odpoledních hodinách dne 2. května 2014 pochod na podporu jednotné Ukrajiny. Učinili tak několik hodin před zápasem obou týmů. K průvodu fotbalových fanoušků se postupně přidávali i obyčejní Ukrajinci za zpěvu národní hymny a skandování „Oděso, povstaň!“[zdroj?]. V pochodu se nacházelo i několik desítek příslušníků tzv. „sebeobrany z Maidanu“ vybavených štíty. Protestní shromáždění bylo v průběhu pochodu napadeno odpůrci euromajdanu (dle vyjádření místního zpravodajského serveru maskovanými muži vyzbrojenými neprůstřelnými vestami, helmami, střelnými zbraněmi, noži a klacky) a nové ukrajinské vlády, kteří se k útoku organizovali na sociální síti ve snaze zastavit protestní pochod podobně, jako se to proruským radikálům podařilo 27. dubna v Doněcku. Po napadení protestního shromáždění propukly boje mezi znesvářenými stranami. Dle výpovědí svědků použili proruští aktivisté k útoku tyče i střelné zbraně (jeden proruský aktivista začal údajně střílet z útočné pušky typu Kalašnikov, kterým usmrtil mladého prozápadního aktivistu) načež prozápadní aktivisté odpověděli vrháním kamení.
Policisté se v této fázi pokusili mezi znesvářenými tábory vytvořit štíty nepropustný kordón, který se ale povedlo aktivistům prorazit. Dle pozdějšího vyjádření policie měli být zastřeleni čtyři demonstranti (blíže nespecifikováno z kterého tábora) a více než 100 jich bylo zraněno.
Kolem 17. hodiny proukrajinští demonstranti ukořistili hasičské auto a vjeli s ním do davu proruských demonstrantů, využili i vodního děla, aby rozptýlili bojovný dav. Fotbaloví fanoušci rozehnali své oponenty a bili ty, které chytili na útěku, zatímco několik pro-ukrajinských členů sebeobrany se snažilo jim zabránit v lynčování proruských účastníků šarvátek. Do této doby bylo na místě 74 sanitek. Zpráva o jednom úmrtí se rychle rozšířila pomocí sociálních sítí, včetně výzvy k útoku na stanový tábor proruských aktivistů.

### V Domě odborů a jeho okolí

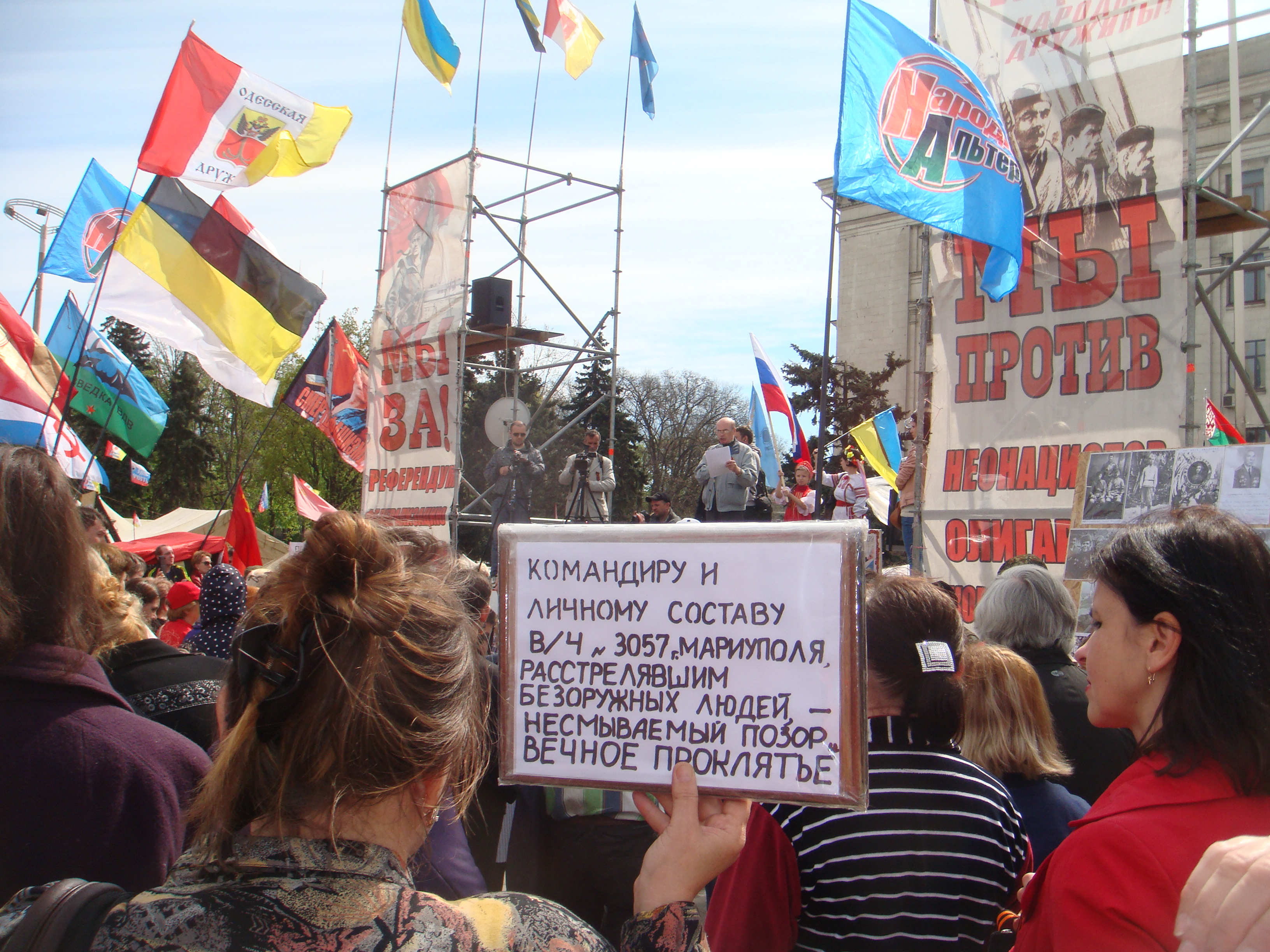
Proruská demonstrace u budovy odborů 20. dubna 2014

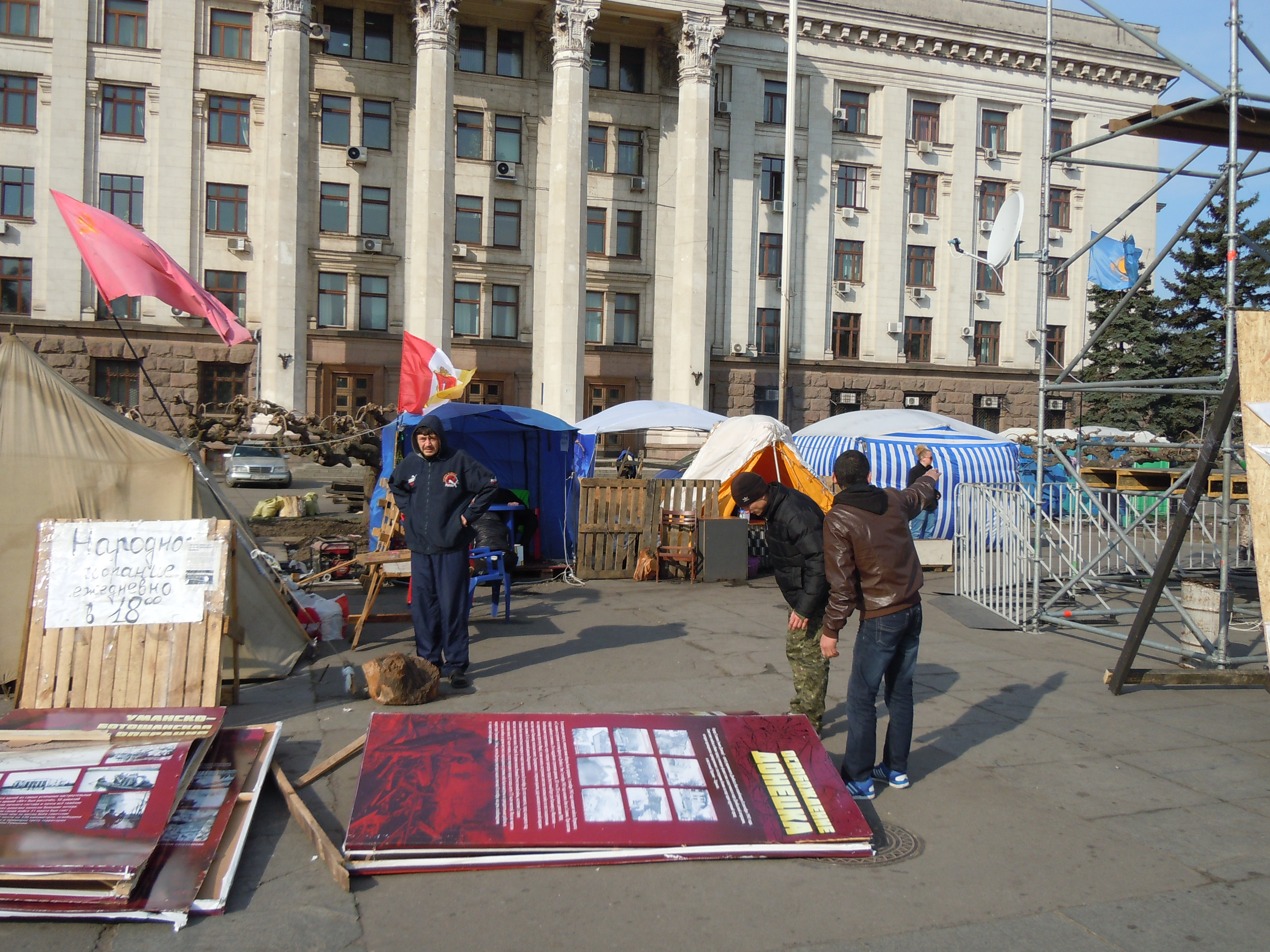
Tábor proruských aktivistů na Kulikově poli, několik týdnů před požárem

Proruští aktivisté, kteří před 2. květnem obsadili náměstí před Domem odborů, vytvořili před vchodem do budovy provizorní barikády, načež se museli stáhnout do vnitřku budovy. Promajdanští demonstranti zapálili opuštěný stanový tábor před budovou. Obě strany byly vyzbrojeny kameny, baseballovými pálkami i střelnými zbraněmi. Ke 4. květnu nebylo jasné, který z táborů jako první začal používat u budovy střelné zbraně a molotovovy koktejly, které nakonec vedly k zapálení budovy. Očití svědci uváděli, že molotovovy koktejly byly shazovány jak ze střechy budovy (tedy proruskými aktivisty), tak i vrhány promajdanskými aktivisty. Několik zápalných láhví vhozených proukrajinskými aktivisty z venku zapálilo vchod budovy a místnosti ve druhém a čtvrtém patře. Požár vypukl v 19:15 místního času a začal se rychle šířit po budově. V té době se v ní nacházel nezjištěný počet proruských aktivistů, kteří neměli jak se z budovy bezpečně dostat.
Hasiči dorazili na místo požáru se značným zpožděním, a to hodinu po jeho začátku. Někteří lidé vevnitř skákali ze střech a snažili se uniknout. Podle některých svědků někteří lidé před budovou skandovali "hoř, kolorádo, hoř", další zpívali ukrajinskou hymnu.
Svědci z místa uváděli, že po propuknutí požáru se někteří aktivisté z proukrajinského tábora snažili pomáhat lidem, kteří se pokoušeli uniknout z hořící budovy. K budově tak bylo přineseno lešení, po kterém několik desítek proruských aktivistů uniklo.
Více než 100 aktivistů uniklo před požárem do bezpečí na střechu budovy, kde počkali do uhašení požáru. Následně se na scéně objevila policie a zachráněné aktivisty z budovy vyvedla a zatkla. Někteří proukrajinští aktivisté se pokoušeli zatčené fyzicky napadnout, ale byli zastaveni některými prozápadními lidmi, údajně místní sebeobranou, taktéž se účastnící nepokojů. Druhý den po nepokojích bylo asi 70 proruských aktivistů davem zhruba 2000 lidí z vězení vysvobozeno.
Jak mramorová fasáda Domu odborů, tak jeho vnitřní vybavení byly požárem velmi značně poškozeny.

## Oběti

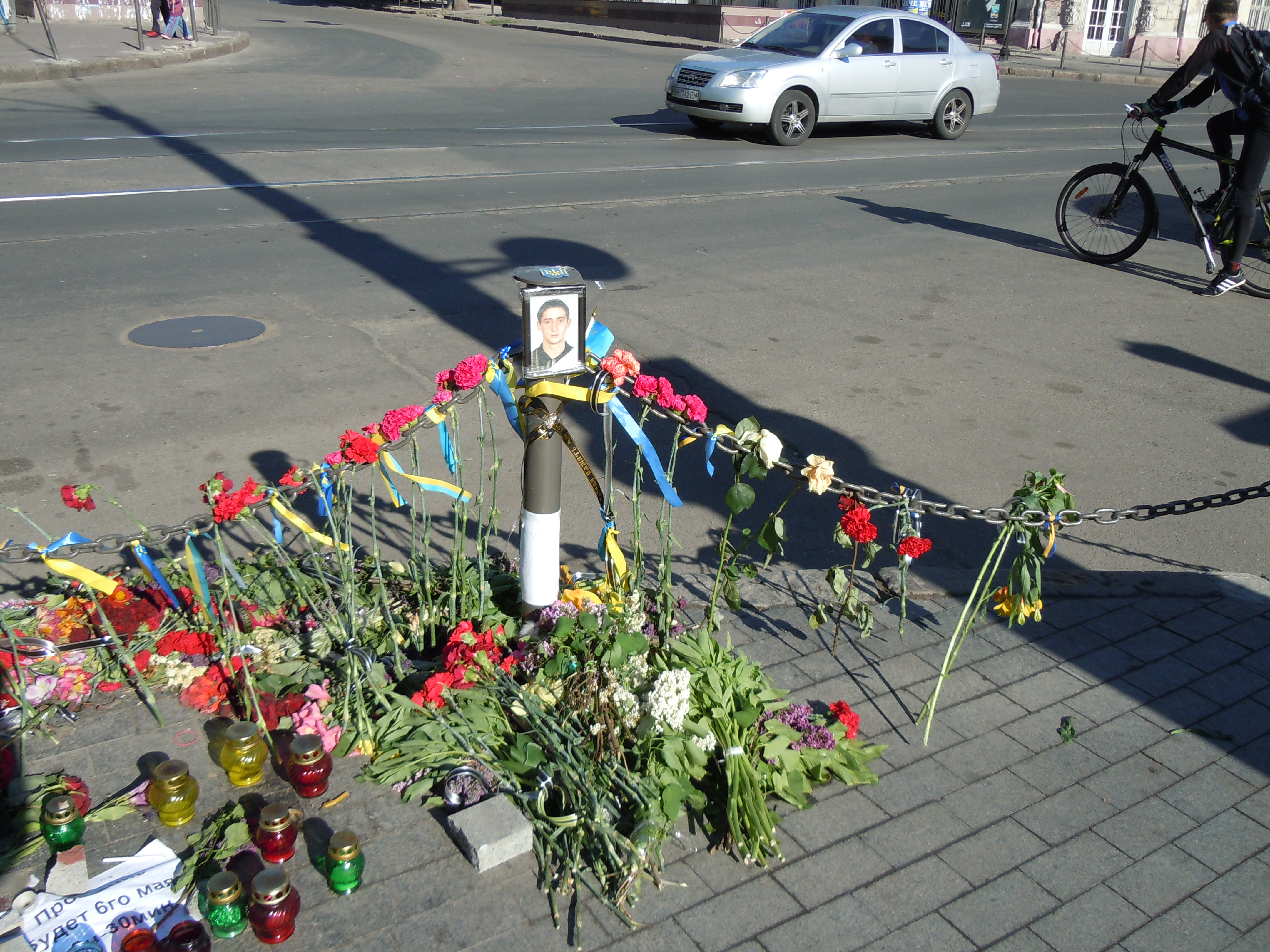
Pomník k událostem v Oděse

V ten den zemřelo při střetech a následném požáru celkem 48 lidí. Požár si vyžádal celkem 42 mrtvých; 32 těl bylo nalezených v samotné budově odborů a 10 v její bezprostřední blízkosti po skoku z budovy. Příčiny úmrtí byly u jednotlivých osob různé; od střelných zranění, pádu z okna či v důsledku smrti požárem. Zničena byla i část interiéru Domu odborů. Někteří proruští aktivisté se pokoušeli vyskočit z hořící budovy oknem, někteří skok nepřežili a jiní, kteří se dostali z budovy měli být údajně dle zpráv RT obklopeni a biti promajdanskými aktivisty. Většina mrtvých měla mít údajně (podle RussiaToday) na oblečení stuhu Sv. Jiřího, spojenou s proruskými aktivisty.
Zraněno bylo dohromady z obou táborů zhruba 150–200 lidí, 77 z nich bylo hospitalizováno, z toho 25 s těžkými zraněními.
Dle vyjádření ukrajinské agentury TSN ze dne 3. května 2014 byly údajně některé z obětí občané Ruské federace (celkem 15), či Podněstří (5). Načež představitelé Ruské federace vyzvali ukrajinskou vládu o dodání důkazů o totožnosti obětí, nicméně tato informace nebyla ke 3. květnu 2014 potvrzena ukrajinskými úřady. Později bylo zjištěno, že všichni mrtví byli z Oděsy.

## Reakce
V rozhovoru pro BBC ukrajinský premiér Arsenij Jaceňuk obvinil oděské bezpečnostní složky z neefektivnosti a porušení zákonů, když nezabránily útoku na budovu odborů. Prokuratura zahájila vyšetřování a šéf policie Oděské oblasti byl odvolán. Následující den byl v Oděse vyhlášen třídenní smutek. Rok a půl poté zpráva Rady Evropy obvinila Kyjev z nekompetentního vyšetření tragédie.
Rusko svolalo po požáru zasedání Rady bezpečnosti OSN.
13. března 2025 Evropský soud pro lidská práva nařídil Ukrajině vyplatit odškodnění kvůli nečinnosti státu během potyček a po nich.